# Détachement d'armée C (Empire allemand)
Le département d'armée C (jusqu'en février 1917, département d'armée Strantz, à l'origine le groupe d'armées Strantz) est l'un des trois détachements d'armée de l'armée allemande déployés dans la partie sud du front de l'Ouest lors de la Première Guerre mondiale. Formé en septembre 1914 à partir de l'aile gauche de la 5e armée du prince-héritier allemand, elle tient essentiellement l'arc de front de Saint-Mihiel jusqu'en 1918.

## Histoire
Le "groupe d'armées Strantz" est créé, sur ordre de l'OHL du 10 septembre 1914 (lors de la bataille de la Marne) de la fusion temporaire du 5e corps d'armée de la 5e armée, qui est en poste, avec le 1er corps d'armée royal bavarois , amené par la 6e armée, avec subordination simultanée de la forteresse de Metz et de la division de cavalerie royale bavaroise. L'ancien général commandant du 5e corps d'armée, le général der Infanterie Hermann von Strantz, reçoit le commandement de la formation provisoire, tandis que le lieutenant général Robert Kosch prend la direction du 5e corps d'armée. Le groupe d'armée reste subordonné à la 5e armée. Deux jours plus tard, l'ordre est déjà donné d'évacuer le 1er corps d'armée bavarois pour une autre utilisation. Au lieu de cela, le 3e corps d'armée royal bavarois (de) (dirigé par le général Ludwig von Gebsattel (de)) est affecté au groupe d'armées, qui est désigné à partir du 18 septembre comme "département d'armée Strantz".
À cette époque, à la mi-septembre 1914, les Allemands ne sont pas sûrs de la force des unités françaises concentrées dans la région de Verdun. D'une part, l'OHL craint une avancée française sur Metz, mais d'autre part, elle a elle-même l'intention de s'emparer des forts stratégiquement importants sur les hauteurs de la Meuse. Ce dernier projet est entrepris à partir du 20 septembre par le 5e corps d'armée et le 3e corps d'armée bavarois. Le 25 septembre, le fort du Camp des Romains est le premier des forts de barrage français à tomber aux mains du 3e corps d'armée bavarois, après la prise de la ville de Saint-Mihiel la veille.
L'avancée du front de Saint-Mihiel ainsi créée, par laquelle les Allemands coupent la ligne de chemin de fer de Verdun à Toul, peut être maintenue par le détachement d'armée jusqu'en septembre 1918. Il représente une menace permanente pour l'importante place fortifiée de Verdun et est âprement contesté à plusieurs reprises, par exemple au printemps 1915 lorsque la 1re armée sous Pierre Auguste Roques attaque le saillant avec quatre corps.
Le quartier général de la division d'armée était, de juin 1915 à septembre 1918, le château de Moncel près de Jarny. Lorsque le général von Strantz est rappelé de son poste en février 1917 et remplacé par Max von Boehn, le département de l'armée est rebaptisé "département d'armée C". Dès le mois suivant, Boehn est transféré à la 7e armée et Georg Fuchs prend le commandement suprême. À partir d'avril 1917, le département de l'armée est sous le commandement du groupe d'armées duc Albert, et à partir de février 1918 au (2e) groupe d'armée Gallwitz, qui devient le groupe d'armées Rupprecht de Bavière
En septembre 1918, l'arc de front de Saint-Mihiel devient la cible de la première grande offensive des forces expéditionnaires américaines. Lors de la bataille de Saint-Mihiel, la première armée américaine, soutenue par le 2e corps d'armée français, attaque à partir du 12 septembre. Le corps colonial attaque le détachement d'armée C et le force à évacuer l'arc de front en l'espace de quatre jours. Après l'armistice de Compiègne, le détachement d'armée se replie et est dissout le 24 décembre 1918.

## Personnel

### Commandant suprême
- Hermann von Strantz – à partir du 10 septembre 1914
- Max von Boehn - à partir du 2 février 1917
- Georg Fuchs – à partir du 11 mars 1917
- Eduard von Below – à partir du 9 novembre 1918

### Chefs d'état-major
- Erwin Fischer – à partir du 10 septembre 1914
- Wilhelm Wild – à partir du 7 décembre 1915
- Bernhard Bronsart von Schellendorff – à partir du 27 octobre 1916
- Otto von Ledebur (de) - à partir du 20 décembre 1916
- Wilhelm Faupel – à partir du 22 septembre 1918
- Otto von Ledebur - à partir du 9 novembre 1918

### Médecin de l'armée
- Feodor Korsch (de) –à partir du 22 septembre 1914, la veille de sa mort